# Jerome Junction
Jerome Junction est une ville fantôme du comté de Yavapai, dans l’Arizona. La localité, créée en 1894 servait à la desserte de Jerome depuis la ligne du Santa Fe, Prescott and Phoenix Railway. William Andrews Clark après avoir acheté la United Verde & Pacific Railway (en) fit construire une ligne à voie étroite reliant Jerome Junction à Jerome en suivant le flanc de la Woodchute Mountain. 
En 1917, Jerome Junction avait une population de 150 habitants. En 1920, la ligne ferma, une liaison à écartement standard ayant été ouverte entre Jerome et Clarkdale et Jerome Junction devint une ville fantôme. En 1923, les activités de l’ancienne localité furent transférées à Chino Valley

## Noms
La localité a changé trois fois de nom :
- 7 juin 1895 – "Junction" post office
- 23 décembre 1914 – Jerome Junction, railway depot and transfer station
- 11 avril 1923 – Copper Siding, Chino Valley, railroad stop.